# Helina hennigi
Helina hennigi är en tvåvingeart som beskrevs av Adrian C. Pont 1970. Helina hennigi ingår i släktet Helina och familjen husflugor. Inga underarter finns listade i Catalogue of Life.